# Assainissement en France
Cet article traite essentiellement des aspects institutionnels de l'assainissement en France. 

Pour les aspects techniques, voir les articles  épuration des eaux et hydraulique urbaine.

## Histoire de l'assainissement en France
Si les techniques d’assainissement ont été mises en œuvre depuis l’époque romaine (l'égout le plus ancien du monde romain est la fameuse cloaca maxima de Rome), les pot de chambre, latrines ont été utilisés durant des siècles. Du Moyen Âge, jusqu'au XVIIIe siècle, tous les déchets domestiques étaient dispersés dans la rue … Ce n'est que lors de la seconde moitié du XIXe siècle que s'élabore la conception moderne de l'assainissement, lorsque John Snow découvrit la véritable origine du choléra lors de l'épidémie de 1854 à Londres.
Les techniques d'assainissement évoluent en permanence : on a réalisé des puits perdus, des fossés d'irrigation, puis des réseaux souterrains et enfin des installations d'assainissement de plus en plus performantes qu’elles soient individuelles, semi collectives ou collectives,.
Un bilan annuel « Les services publics d’eau et d’assainissement en France – Données économiques, sociales et environnementales » est publié chaque année depuis 2009 (108 pages en 2015).

## Les grandes formes d'assainissement (autonomes et collectives) en France
- L'assainissement non collectif (ou individuel ou autonome) : il est préconisé pour les habitations isolées qui ne peuvent être reliées (coût trop élevé) au réseau d'assainissement collectif (réseau collectant et transportant les eaux usées domestiques, les eaux usées industrielles et, selon le type de réseau, les eaux pluviales vers un système de traitement collectif des eaux usées: station d'épuration, lagune..). 
Ces maisons isolées doivent être équipées d'un système autonome de prétraitement et de traitement de leurs eaux usées. On distingue, selon divers paramètres (capacité d'accueil, nature du sol, occupation de la parcelle, etc.), plusieurs ouvrages de traitement, à positionner à l'aval d'un prétraitement par fosse toutes eaux le plus souvent : les tranchées d'épandage, les lits d'épandage, les filtres à sable verticaux non drainés, les filtres à sable verticaux drainés, les tertres d'infiltration non drainés. 
La loi sur l'eau 92-3 du 3 janvier 1992 modifiée instaure l'obligation pour les collectivités (communes, communautés de communes, syndicats intercommunaux) de contrôle des installations d'assainissement non collectif. La construction ou la mise aux normes des installations d'assainissement non collectif restent à la charge des particuliers (propriétaire de l'habitation) sauf dans le cas où la collectivité fait le choix de prendre en charge les travaux. La norme française actuelle de traitement individuel des eaux usées est le DTU 64-1. Le prochain règlement, d’origine européenne, a été francisé par l’AFNOR le 20/11/2005 en NF EN 12566-3 indice de classement P 16-800-3/ICS 13.060.30. Il sera applicable dès sa promulgation et au plus tard en juillet 2008.

Depuis, la loi sur l'eau et les milieux aquatiques du 30 décembre 2006, la loi dite Grenelle II et les trois arrêtés du 7 septembre 2009 sont venus compléter cette réglementation. 
- L'assainissement collectif : en raison des enjeux de sécurité et de salubrité publiques qu'il soulève, il est une compétence  dévolue aux communes[5] ou à leurs groupements. Elle porte sur la collecte, le transport et l’épuration des eaux usées. La commune n’a aucune obligation en matière pluviale, mais il lui appartient de définir les zones de son territoire où des mesures particulières doivent être prises pour limiter le ruissellement, cela afin de lutter contre les inondations.

## Les réseaux de collecte des eaux usées
On distingue deux grands types de réseaux :
- les réseaux séparatifs dans lesquels les eaux usées et pluviales circulent dans des conduites différentes
- les réseaux unitaires dans lesquels il n’y a qu’une seule conduite

Diverses approches intermédiaires sont possibles (pseudo-séparatif).
Les deux solutions présentent des avantages et des inconvénients tant techniques que financiers. 
C’est souvent ce second point, et notamment le régime des subventions, qui détermine les choix.

## Responsabilités dans le choix du type d'assainissement
C’est à la commune qu’il appartient de choisir, après enquête publique, les secteurs de son territoire qui seront équipés d’un réseau collectif ou de dispositifs individuels tels que la fosse septique, à travers les zonages d'assainissement. La loi confie aux collectivités le soin de vérifier la conformité des installations individuelles et les a donc obligées de mettre en place un service public d'assainissement non collectif (SPANC) avant le 1er janvier 2006. Elles peuvent aussi décider d'assurer l’entretien des ouvrages non collectifs.

## Le financement de l’assainissement
Il est assuré par la perception d’une redevance qui couvre à la fois les investissements et le fonctionnement du service. 
Elle est perçue par l’intermédiaire de la facture d’eau. 
Cette redevance doit correspondre à la réalité des prestations apportées à l’usager en distinguant le domaine collectif du domaine individuel (donc au besoin deux redevances différentes doivent être instituées). 

Si un usager ne bénéficie d’aucun service (pas de réseau dans sa rue ou pas d’intervention sur son installation individuelle), il ne doit donc pas être assujetti. 
Le Code de la santé publique français  oblige les riverains à se raccorder dans les deux ans qui suivent la construction d'un nouveau réseau dans leur rue. Un arrêté interministériel détermine les catégories d'immeubles pour lesquelles un arrêté du maire, approuvé par le représentant de l'État dans le département, peut accorder soit des prolongations de délais qui ne peuvent excéder une durée de dix ans, soit des exonérations de l'obligation. La redevance est exigible dès la mise en place du nouvel équipement. 
Elle peut être majorée si le raccordement n'intervient pas dans le délai prescrit.
La gestion du service assainissement peut être assurée directement par la collectivité (régie) ou déléguée à une société privée (affermage) ou concession).

## En région parisienne
L'assainissement constitue une problématique majeure en Île-de-France compte tenu de la très forte densité de la région. Cette tâche est gérée par le Syndicat interdépartemental pour l’assainissement de l’agglomération parisienne (SIAAP), établissement public à caractère administratif français créé en 1971 par le conseil municipal de Paris et les conseils généraux des départements des Hauts-de-Seine, de la Seine-Saint-Denis et du Val-de-Marne dans le cadre de la suppression du Département de la Seine.

Le SIAAP traite 2,3 millions de mètres cubes par jour en temps sec et 3 millions de mètres cubes en temps de pluie.

Le volume peut par ailleurs atteindre 7 millions de mètres cubes pendant un fort orage dans quatre stations régionales de traitement :
- Achères (Yvelines)
- Colombes (Hauts-de-Seine)
- Valenton (Val-de-Marne)
- Noisy-le-Grand (Seine-Saint-Denis)

## Perspectives
À la suite du Grenelle de l'environnement (2007), le projet de loi Grenelle II a retenu de nombreuses propositions concernant la trame bleue et trois propositions sur l'assainissement déclinés par 3 articles qui sont (sous réserve de modification lors du processus d'examen de la loi) :
- Art 56 : il concerne la coopération intercommunale dans le domaine de l’eau et encourage les établissements publics territoriaux de bassin à former des services unifiés d’assainissement. Il encourage aussi un service unifié d'assainissement dans les agglos.
- Art 57 : cet article permet des travaux d’office de mise en conformité des assainissements individuels par les communes
- Art 65 ; qui propose que des recherches de nouvelles technologies pour l’alimentation en eau ou l’assainissement puissent être financées par  les services d’assainissement eux-mêmes, compris hors de leur territoire.